# Cheilotrichia laetipennis
Cheilotrichia laetipennis là một loài ruồi trong họ Limoniidae. Chúng phân bố ở miền Cổ bắc.